# KT Music
KT Music (hangul: 케이티 뮤직), eller Genie Music (hangul: 지니 뮤직), är ett sydkoreanskt företag som specialiserar sig på musikproduktion och musikdistribution. Bolagets tillgångar inkluderar musiktjänsterna Olleh Music och Genie.

## Historia
KT Music har sitt ursprung från företaget Blue Cord Technology som startade en division 1991 med ansvaret att driva musikportalen Muz, senare känd som Dosirak, idag känd som Olleh Music. År 2000 stärktes divisionen genom tillförskaffningen av musikförlaget Doremi Media. När Korea Telecom Freetel (KTF) blev majoritetsägare i Blue Cord år 2007, blev divisionen ett eget företag under namnet KTF Music och dotterbolag till KTF. År 2009 sammanslogs KTF med sitt moderbolag KT Corporation och KTF Music genomgick namnbyte till dagens namn, KT Music.
I mars 2010 gick sju sydkoreanska skivbolag tillsammans och bildade KMP Holdings, däribland JYP, SM och YG som är landets tre största. KMP Holdings syfte var bland annat att stoppa pågående duopol på landets musikdistribution av CJ E&M och LOEN Entertainment. KT Music tillförskaffade KMP Holdings i november 2012 vilket innebär att företaget idag distribuerar musik åt flera av de största skivbolagen i Sydkorea. KT Music investerar i musikproduktion och samarbetar med andra skivbolag och agenturer för att distribuera hundratals titlar per år. Musikvideor och annat innehåll laddas upp på den officiella Youtube-kanalen kt music som har flera hundra tusen prenumeranter.
Den 30 mars 2017 meddelade KT Music att företaget kommer byta namn till Genie Music. Företaget äger Genie som är en av landets största digitala musikförsäljare efter LOEN Entertainments musiktjänst Melon.